# 楊·尤澤夫·巴拉諾夫斯基

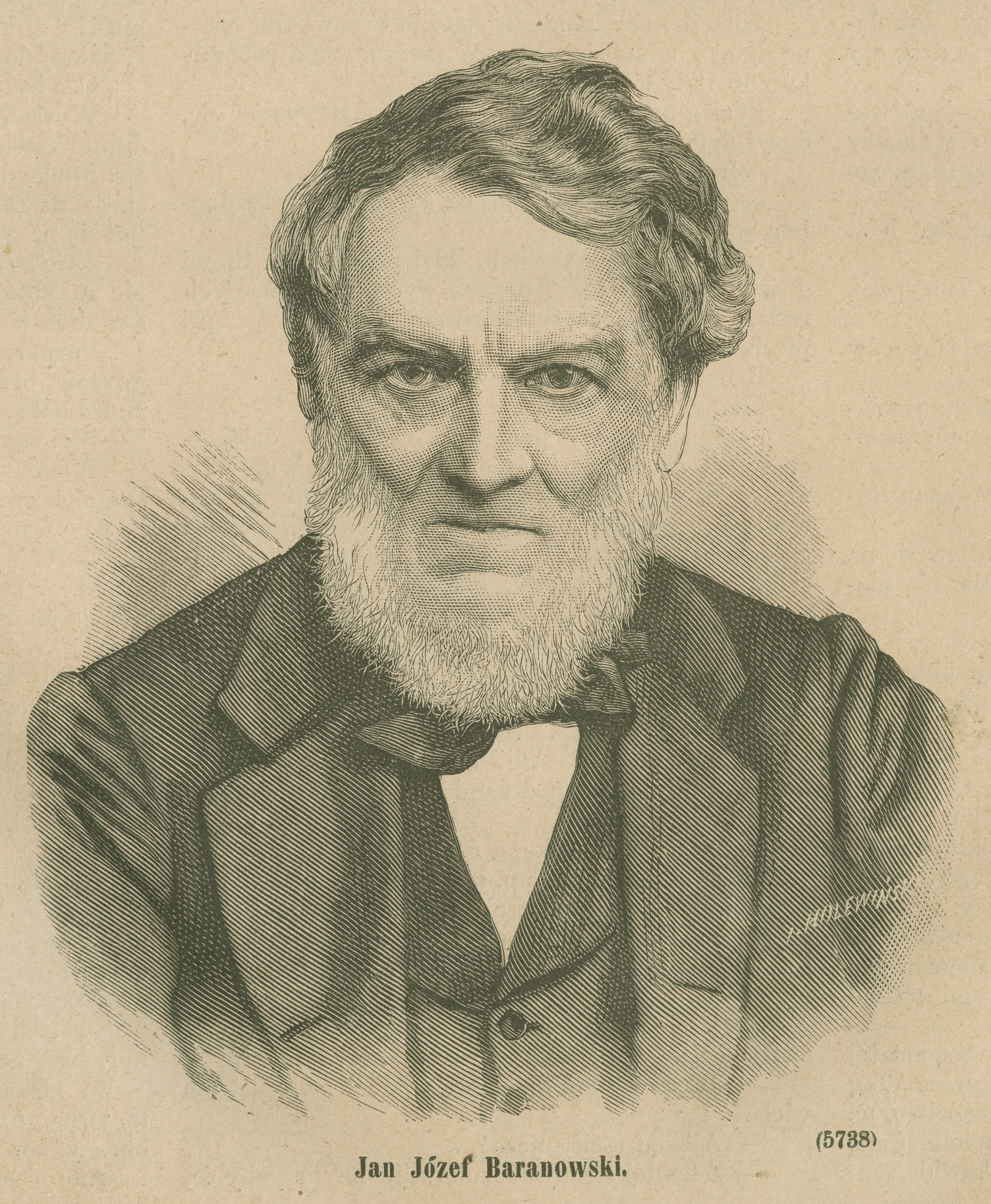
楊・約瑟夫・巴拉諾夫斯基

楊・約瑟夫・巴拉諾夫斯基（1805年9月7日—1888年3月30日），1805年9月7日生於斯米洛維奇，1888年3月30日逝於倫敦，是波蘭的經濟學家、金融家、貴族、語言學家、工程師。他同時也是大移民潮時期最出色的發明家，在鐵路、通訊、會計及計算機器等領域，有諸如鐵路號誌機、驗票機及瓦斯表等許多發明。